# Pellionia heteroloba
Pellionia heteroloba är en nässelväxtart som beskrevs av Hugh Algernon Weddell. Pellionia heteroloba ingår i släktet Pellionia och familjen nässelväxter. Inga underarter finns listade i Catalogue of Life.